# Парламентські вибори у Ліхтенштейні 1962
Парламентські вибори у Ліхтенштейні проходили 25 березня 1962 року.

## Результати
| Партія                          | Голосів | %    | Місць | +/–  |
| ------------------------------- | ------- | ---- | ----- | ---- |
| Прогресивна громадянська партія | 1 599   | 47,2 | 8     | -1 ▼ |
| Патріотичний союз               | 1 448   | 42,7 | 7     | +1 ▲ |
| Християнсько-соціальна партія   | 342     | 10,1 | 0     | нова |
| Недійсних/порожніх бюлетенів    | 62      | —    | —     | —    |
| Всього                          | 3 451   | 100  | 15    | 0    |
| Зареєстрованих виборців/Явка, % | 3 646   | 94,7 | –     | –    |
| Джерело: Nohlen & Stöver        |         |      |       |      |